# Stric Sam
Stric Sam ali striček Sam (angleško Uncle Sam) je razširjena poosebitev Združenih držav Amerike oz. konkretno zvezne vlade ZDA. Znana je predvsem po uporabi v vojaški propagandi; zdaj prepoznavno podobo starca z belimi lasmi in kozjo bradico ter obleko v barvah ameriške zastave je  leta 1917 ustvaril ilustrator James Montgomery Flagg za plakat, s katerim je ameriška vlada spodbujala novačenje vojakov za udeležbo v prvi svetovni vojni, izvor same poosebitve pa je nejasen.
Najzgodnejše zabeležene omembe so iz zgodnjega 19. stoletja, po njih naj bi bil »Uncle Sam« sleng ameriških vojakov, ki so po svoje predelali pomen kratice U.S. (»United States«). Mnogo bolj znana različica nastanka je tista iz obdobja britansko-ameriške vojne (1812–1815). Sodeč po tej je mesar Samuel Wilson, pogodbeni dobavitelj mesa za ameriško vojsko, sode z govedino označeval z »E.A.« (Elbert Anderson, naročnik) in »U.S.« (Združene države), njegovi delavci pa so v šali govorili, da je »U.S.« kratica za Uncle Sam[uel]. Nekateri so kasneje vstopili v vojsko in kmalu sta se pomena premešala, tako da so začeli uporabljati »stric Sam« za državo. Ta različica je postala tako priljubljena, da jo je leta 1961 Kongres z resolucijo razglasil za uradno. Vizualno podobo so prvi razvijali karikaturisti, kot sta John Tenniel in John Leech iz britanske humoristične revije Punch, ki sta oblikovala vitek lik starejšega gospoda s cilindrom in črtastimi hlačami.
Soroden lik je Columbia, ki pooseblja ameriški narod.